# 警察協会
公益財団法人警察協会（けいさつきょうかい）は、警察活動の救済援護のため東京都千代田区三番町に本部を置く公益財団法人である。かつて警察庁長官官房人事課が所管した。

## 概要
1900年（明治33年）に任意団体として設立して1911年（明治44年）に内務大臣許可を受け、2012年（平成24年）に公益認定を受けて登記する。現在は、警察協力活動による死傷国民及び殉職や受傷警察職員と遺族らの救済など救済援護活動、警察活動の理解推進による社会公共の安全と秩序の維持を目的に、田中節夫を会長として日本宝くじ協会やJKAから補助金を得るなどして活動する。

## 事業内容
- 救済援護：警察協力殉難・受傷者、殉職・受傷警察職員と遺族、長期療養者らに弔慰金、援助金、見舞金贈呈。全国警察協力殉難者及び全国殉職警察職員の合同慰霊祭執行。各都道府県殉職警察職員等慰霊祭に供花料贈呈。警察育英会支援対象奨学生に居住費支援。
- 広報：国民と警察をつなぐ広報・その他の事業。観光地、主要駅、繁華街、商店街管轄交番付近に電光式地理案内板の整備。情報セキュリティー対策ビデオとDVD制作・配布、動画配信。
- 教養援助：警察職員識見育成のため教養等の援助事業。警察参考図書等の出版、全国青年警察職員意見発表会を3年毎に警察庁と共催、優秀・優良警察職員表彰記念品贈呈。